# ㅵ
ㅵは、ハングルを構成する子音字母のひとつ。現在は使用されない古いハングル字母であり、ㅂとㅅとㄷを組み合わせて作られている。ㅄ系合用並書の字母の一つとして初声に用いられた。中期朝鮮語では、通説では複合子音[ptʼ]（ㅂとㄷの濃音（現在のㄸに相当）の複合子音）を表したとされているが、複合子音[pst]を表したとする説もあり、いまだ決着が付いていない。近代朝鮮語でも見られるが、近代朝鮮語では単にㄷの濃音を表していたとされる。